# Éruption du Krakatoa en 1883
L'éruption du Krakatoa survenue en 1883 est une éruption volcanique cataclysmique survenue dans les Indes orientales néerlandaises (aujourd'hui l'Indonésie) et qui a bouleversé la physionomie de l'archipel où se trouve le Krakatoa, un volcan gris de la ceinture de feu du Pacifique, situé dans le détroit de la Sonde, entre Sumatra et Java.
L'éruption paroxysmique commence le 26 août 1883 à 13 heures locales (UTC+7) et se termine le lendemain 27 août 1883. Cette éruption explosive et phréato-magmatique, observée et décrite par Rogier Verbeek, fait des dizaines de milliers de victimes, tuées par l'onde de choc, les retombées de débris et de cendres, et les tsunamis consécutifs à l'explosion. Elle provoque un bruit effroyable, le plus fort entendu sur Terre et relaté par l'historiographie, et engendre des nuages noctulescents visibles jusque dans le ciel de l'Europe du Nord, où Edvard Munch les reproduit dix ans plus tard dans son célèbre tableau Le Cri.

## Prémices
Avant l'éruption, le Krakatoa est une île volcanique qui mesure neuf kilomètres de long sur cinq kilomètres de large, située dans le détroit de la Sonde en Indonésie, entre Sumatra et Java. Elle est couverte d'une végétation luxuriante typique des régions tropicales humides, mais déjà une activité sismique intense se fait sentir dans la région du volcan, jusqu'en Australie.
Dormant depuis 1681, Perboewatan se réveille le 20 mai 1883 en émettant des panaches de vapeur et de cendres jusqu'à six kilomètres de haut et un son audible jusqu'à Batavia, l'actuelle Jakarta. L'activité décroît pendant quelques semaines, mais, le 19 juin, de nouvelles explosions se produisent, puis le 20 juillet un nouveau cône se forme selon toute vraisemblance entre Perboewatan et Danan. Le 11 août, l'activité gagne encore en intensité avec des panaches s'élevant en pas moins de onze points distincts. Les bateaux continuent pourtant à emprunter le détroit de la Sonde : celui qui passe le 14 août navigue dans l'obscurité pendant quatre heures, tellement les émissions de cendres sont épaisses.

## Déroulement

Schéma d'une éruption plinienne.

L'éruption paroxysmique commence le 26 août 1883 à 13 heures locales (UTC+7) : une violente explosion est entendue à plus de cinquante kilomètres du volcan, suivie d'une autre vers 14 heures, encore plus forte, puis d'une série de détonations sans cesse plus violentes jusque vers 17 heures. L'explosion de 14 heures est accompagnée d'abondantes projections de cendres propulsées jusqu'à plus de vingt-sept kilomètres de hauteur et dont une partie retombe, recouvrant tout dans un rayon de 160 kilomètres autour du Krakatoa, plongeant la région dans une nuit totale.
À 10 heures 02 minutes, le 27 août, survient enfin une explosion effroyable : il s'agit du bruit le plus fort jamais entendu dans l'Histoire, estimé à 310 dB. La puissance de l'explosion est environ 10 000 fois supérieure à celle de la bombe atomique lancée sur Hiroshima et les ondes de choc parcourent le globe sept fois. L'explosion est audible dans toutes les Indes néerlandaises bien sûr, mais aussi à Alice Springs dans le Centre de l'Australie et à l'île de Rodrigues dans l'Ouest de l'océan Indien, situées respectivement à 3 500 et à 4 800 kilomètres du Krakatoa. À 160 kilomètres de distance, il atteint encore 180 décibels. Selon le tableau de l'élévation/atténuation du niveau sonore par rapport à la distance, à 1 mètre de distance, il atteint 276 décibels. Toutes les personnes étant dans un rayon de 20 kilomètres deviennent totalement ou partiellement sourdes et les personnes se trouvant à moins de 160 km subissent toutes des altérations persistantes de l'audition. L'éruption plinienne atteint le niveau 6 sur l'échelle d'explosivité volcanique, développe une énergie correspondant à 13 000 bombes d'Hiroshima et expulse entre dix et vingt kilomètres cubes de matière dans l'atmosphère. 

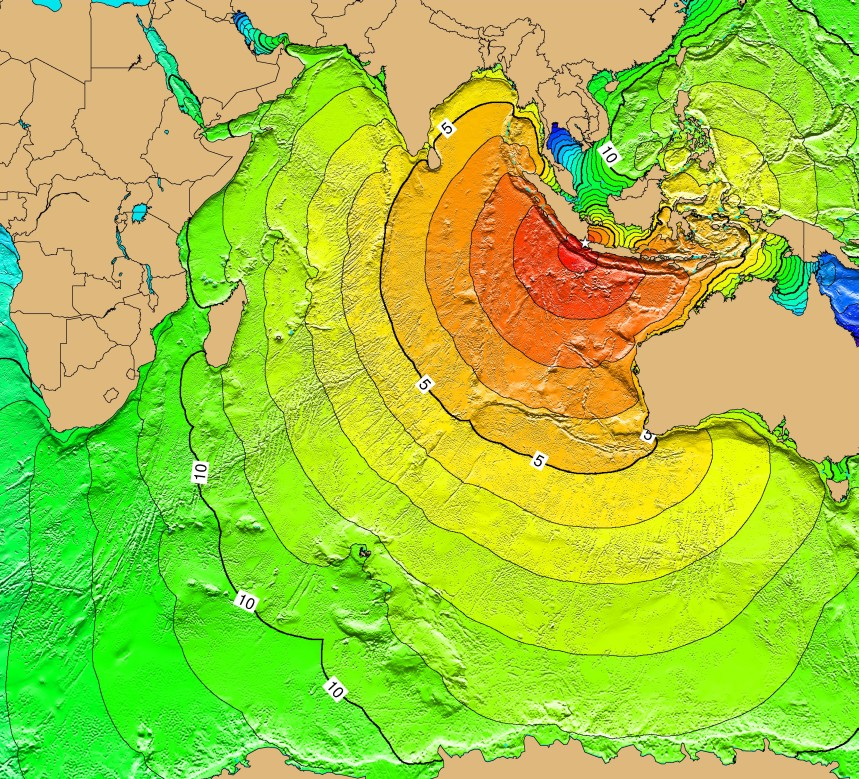
Onde du tsunami généré par l'éruption du Krakatoa en 1883.

Des vagues colossales — peut-être aussi hautes qu'un cocotier — déferlent à plusieurs reprises les 26 et 27 août sur les côtes de Java et de Sumatra. Dans les régions basses bordant le détroit de la Sonde, tout est balayé, détruit, tordu ou  emporté. À Merak, une vague de quarante-six mètres déferle sur la ville ; quand elle se retire, rien n'indique que l'endroit ait été habité. À Teluk Betung, grand port de la région de Sumatra, l'eau monte de vingt-deux mètres, nivelant tout. Une oscillation anormale des eaux est enregistrée par les marégraphes jusque dans le golfe de Gascogne et dans la Manche à 18 000 kilomètres du lieu de la catastrophe. Elle a probablement été causée par une onde de choc aérienne résultant de l'explosion, car elle s'est produite trop tôt pour être un reliquat du tsunami. Ces ondes de choc ont circulé plusieurs fois autour du globe et sont encore détectables à l'aide de barographes cinq jours plus tard.
Vers midi, une pluie de cendres chaudes s'abat autour de Ketimbang à Sumatra et un millier de personnes sont tuées par ces retombées, sans compter les victimes des tsunamis successifs. Cet évènement unique serait dû, selon Rogier Verbeek et d'autres historiens et scientifiques, à une déflagration latérale ou à une nuée ardente au ras de l'eau similaire à celles de la montagne Pelée en 1902 et du mont Saint Helens en 1980, si bien que le nord-ouest de Ketimbang est épargné grâce à la protection assurée par l'île de Sebesi.

L'évolution de l'archipel de Krakatoa, avant et après l'éruption de 1883.

Des éruptions plus faibles ont lieu jusqu'à la mi-octobre. Verbeek dément les témoignages selon lesquels le volcan aurait été actif des mois après l'explosion principale, en les mettant sur le compte des vapeurs issues de roches encore chaudes, des glissements de terrain causés par une mousson particulièrement intense et des hallucinations provoquées par des phénomènes électriques. Finalement, aucune nouvelle éruption ne se produit avant 1913 et l'île de Krakatoa a presque entièrement disparu, laissant seulement le cône éventré de Rakata au sud. Le 29 décembre 1927, des éruptions sous-marines provoquent l'apparition d'une nouvelle île volcanique, l'Anak Krakatoa.

## Causes de l'éruption
Les causes de la violence de l'éruption font l'objet de quatre théories divergentes. Des chercheurs contemporains ont expliqué que le volcan se serait enfoncé dans la mer au matin du 27 août, laissant de l'eau inonder la chambre magmatique et causant une série d'explosions phréato-magmatiques massives. Ou bien l'eau de mer, sans être directement en contact avec le magma, l'aurait toutefois refroidi et durci provoquant un effet « cocotte-minute », libérant toute l'énergie accumulée seulement au moment où la pression suffisante fut atteinte,. Ces deux théories supposent que l'île s'est affaissée avant les explosions ; pourtant aucune preuve ne vient appuyer cette conclusion et les pierres ponces ainsi que l'ignimbrite déposées ne sont pas compatibles avec une interaction entre du magma et de l'eau de mer. Une autre hypothèse suppose qu'un effondrement sous-marin massif, voire un simple affaiblissement partiel, aurait soudainement ouvert la chambre magmatique hautement pressurisée. La dernière explication affirme que l'explosion finale serait due à un mélange magmatique provoqué par une infusion soudaine de magma basaltique chaud dans le magma plus froid et plus léger de la chambre. Le résultat aurait consisté en une rapide et insoutenable montée en pression, entraînant une explosion cataclysmique. Les preuves de cette théorie sont l'existence de ponces constituées de matériaux légers et foncés, témoins d'une origine thermique importante. Malgré tout, la quantité de ces matériaux serait inférieure à 5 % du volume en ignimbrite du Krakatoa et pour cette raison certains chercheurs rejettent cette explication comme cause essentielle de l'explosion du 27 août 1883.

## Conséquences
Le bilan humain est lourd : les autorités hollandaises chiffrent le nombre total de victimes à 36 417. C'est l'éruption volcanique la plus meurtrière de l'histoire après celle du Tambora, également en Indonésie, en 1815. De nombreuses colonies sont détruites, y compris Teluk Betung et la majeure partie de Ketimbang à Sumatra, Sirik et Semarang à Java. Les zones de Banten et Lampung sont dévastées. Des documents rapportent la présence de squelettes flottant au travers de l'océan Indien en direction de l'Afrique sur des radeaux de pierres ponces un an après l'éruption. Certaines régions à Java n'ont jamais été repeuplées et sont retournées à la jungle, si bien que le parc national d'Ujung Kulon a été créé, dans un périmètre incluant le Krakatoa et ses eaux.
Les régions touchées sont sous administration des Indes orientales néerlandaises depuis plusieurs années déjà. Le journaliste britannique Simon Winchester écrit que les relations entre les communautés musulmane et chrétienne sont très tendues. Les autorités religieuses de l'Ouest de Java, en particulier, sous la houlette des sultans, sont très strictes et montrent une hostilité croissante vis-à-vis des colons au cours du XIXe siècle. Persuadés qu'une croisade (Perang Salib) est en cours, certains n'hésitent pas à prôner dans les écoles islamiques (pesantren) le retour des « brebis égarées » de Java et Sumatra dans le giron de l'Islam. Dans ces conditions, la situation de désolation qui suit l'éruption aurait selon des théories contestées catalysé le déclenchement dans les zones touchées d'une soi-disant vague meurtrière anti-occidentale par les fondamentalistes musulmans, hypothétiquement ce serait une des premières de l'histoire. Les spécialistes de l'islam indonésien ne citent rien à ce sujet et ces affirmations pourraient comporter de nombreuses inexactitudes. En effet, à l'époque, il n'y avait pas de « communauté chrétienne » dans l'Ouest de Java, si ce n'est la petite population européenne des villes. Il n'y avait pas de colons mais des fonctionnaires coloniaux néerlandais. En outre, traditionnellement à Java, il n'y a pas d'autorités religieuses mais des kyai, c'est-à-dire des maîtres en religion. Enfin, il n'y avait déjà plus de sultan dans l'Ouest de Java depuis la dissolution du sultanat de Banten en 1813[réf. nécessaire].
Le panache de cendres volcaniques est monté à quatre-vingts kilomètres dans l'atmosphère et a répandu suffisamment de particules pour abaisser la température mondiale moyenne de 0,25 °C l'année suivante, avec une amplitude allant d'approximativement 0,18 à 1,3 °C. Les modèles climatiques continuent à être chaotiques durant quelques années et les températures ne reviennent à la normale qu'après 1888. L'éruption a émis une quantité inhabituelle de dioxyde de soufre haut dans la stratosphère tout autour de la planète. La concentration d'acide sulfurique a augmenté dans les cirrus, augmentant l'albédo des nuages et la réflexion des rayons solaires incidents jusqu'à ce qu'il retombe en pluies acides. Ces poussières sont également à l'origine des couchers de soleil flamboyants, puis rouge lie-de-vin qui inspirèrent nombre d'artistes, comme William Ashcroft avec ses centaines de chromolithographies ou Edvard Munch avec Le Cri en 1893,, ainsi que des colorations inhabituellement vives de la Lune comme à Londres. Dans plusieurs villes des États-Unis, des lueurs rougeoyantes sont prises pour des incendies et l'on fait appel aux pompiers. Ces phénomènes de nuages noctulescents essentiellement composés de glace sont provoqués par la diffraction de la lumière par les particules de lave pulvérisée montées dans la stratosphère et se manifestent pendant environ trois ans.
L'éruption modifie également la nature des sols sur certaines îles voisines. Un an seulement après le cataclysme, de l'herbe pointe déjà sur les bouts d'îlots épargnés. Deux ans plus tard, vingt-six espèces de plantes y poussent et en 1924, ces fragments de terre sont recouverts d'une forêt dense. Les régions proches comme Lampung, presque stériles avant l'éruption, deviennent très fertiles. Cela attire une population importante.